# Euphorbia restituta
Euphorbia restituta är en törelväxtart som beskrevs av Nicholas Edward Brown. Euphorbia restituta ingår i släktet törlar, och familjen törelväxter. Inga underarter finns listade i Catalogue of Life.

## Bildgalleri

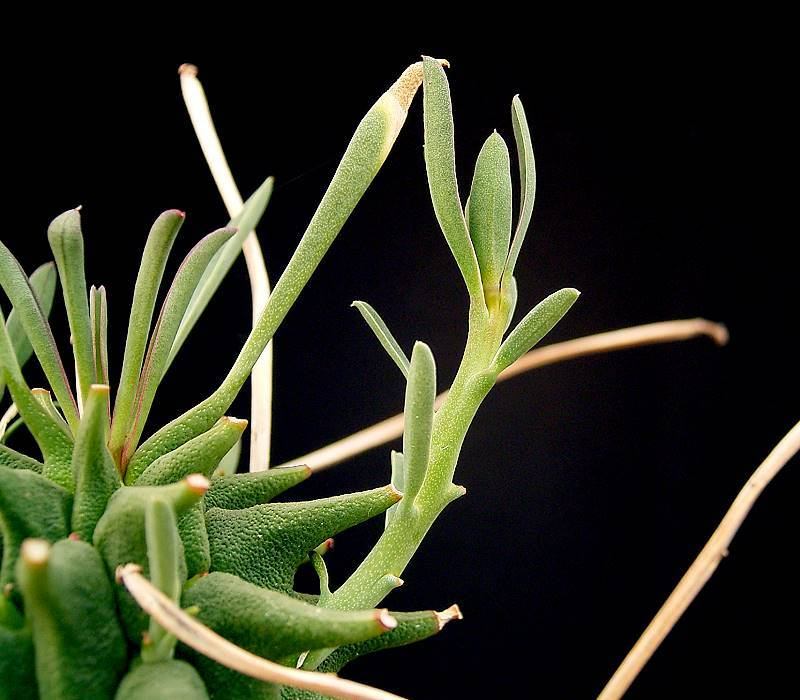